# Cellules mimétiques thymiques
 (novembre 2024).
Les cellules mimétiques thymiques sont une population hétérogène de cellules situées dans la médullaire du thymus qui présentent des phénotypes d'une grande variété de cellules périphériques différenciées. Elles proviennent des cellules épithéliales thymiques médullaires (mTEC) et permettent comme celles-ci la sélection négative des cellules T auto-réactives.

## Histoire
Certains sous-ensembles de ces cellules ont été observés dans les années 1850 du fait de leur phénotype distinct des autres cellules thymiques. Les sous-ensembles les plus facilement observés étaient ceux qui s'accumulaient et formaient des structures microscopiques, notamment les corpuscules de Hassall ressemblant aux kératinocytes de la peau. De nombreux sous-ensembles avec une distribution plus dispersée ont été découverts plus tard. Des progrès substantiels ont été réalisés ces dernières années grâce au développement rapide de méthodes de séquençage de cellules uniques, telles que scRNA-seq ou scATAC-seq.

## Diversité
Bien que les cellules mimétiques thymiques présentent des programmes transcriptionnels de cellules d'autres tissus, elles ne sont pas identiques à celles-ci et partagent une partie de leur expression génétique avec les mTEC dont elles sont issues. L’ensemble des phénotypes ainsi que les voies qui y conduisent nécessitent encore des recherches plus approfondies. Une étude récente reconnaît (sur la base de l'expression de facteurs de transcription spécifiques à la lignée et de produits cellulaires) les sous-types suivants : mTEC basale (peau/poumon), mTEC entérocyte/hépatocyte, mTEC ciliée, mTEC ionocyte, mTEC kératinocyte, mTEC micropliée, mTEC musculaire, mTEC neuroendocrinienne, mTEC parathyroïdienne, mTEC sécrétoire, mTEC thyroïdienne, mTEC Tuft,.

## Fonction
Depuis sa découverte en 2001, AIRE (régulateur auto-immun) est devenu le principal centre d'intérêt des études sur la tolérance immunitaire thymique (centrale). AIRE induit l'expression de nombreux antigènes spécifiques aux cellules différenciées non présentes dans le thymus (appelés antigènes tissulaires périphériques ou antigènes restreints aux tissus), contribuant ainsi à détecter et à éliminer les cellules T qui réagissent de manière trop importante avec ces antigènes. Le mécanisme de l’AIRE est complexe et il y a des raisons de croire qu’il ne s’agit pas du seul mécanisme d’expression du TRA (antigène restreint aux tissus). L'AIRE n'est pas spécifique à la séquence, ce qui rend son action stochastique et mal ciblée. Les TRA peuvent également être détectés dans les cellules dont l'AIRE est désactivée et les patients présentant un déficit en AIRE ( APECED ou SPA-1 ) partagent certains symptômes auto-immuns mais peuvent présenter d'autres symptômes qui ne sont pas partagés par la plupart.
L'expression d'antigènes périphériques dans les cellules mimétiques implique fortement une fonction dans l'établissement d'une tolérance immunitaire centrale. Cela a été rapport mais des études supplémentaires sont nécessaires. On ne sait pas ce qui pousse les mTEC à se différencier en cellules mimétiques ; les facteurs de transcription spécifiques à la lignée pourraient être induits par AIRE ou peut-être par d'autres signaux. Des facteurs de transcription spécifiques à la lignée exprimés par certains sous-types de cellules mimétiques ont été associés à des troubles auto-immuns,,,,.
De plus, certaines cellules mimétiques peuvent façonner l’environnement et la fonction du thymus en produisant des cytokines,.